# بلاك هيلز
بلاك هيلز (Pahá Sápa بـاللاكوتا وMoʼȯhta-voʼhonáaeva بـالشايان وawaxaawi shiibisha بـالهيداتسا) هي سلسلة جبلية صغيرة ومعزولة تبدأ من السهول الكبرى في أمريكا الشمالية في غرب داكوتا الجنوبية وتمتد إلى ولاية وايومينغ بـالولايات المتحدة الأمريكية. وتعد قمة هارني، التي ترتفع إلى 7,244 قدم (2,208 م)، أعلى قمة في السلسلة. وتشمل سلسلة بلاك هيلز غابة بلاك هيلز الوطنية كما أنها تعد موطنًا لأطول القمم في قارة أمريكا الشمالية شرق جبال روكي. ويعد اسم «بلاك هيلز» ترجمة لكلمة Pahá Sápa في لغة اللاكوتا. وقد سميت التلال بهذا الاسم بسبب مظهرها المظلم من مسافة بعيدة، لأنها مغطاة بالأشجار.
وللأمريكيين الأصليين تاريخ طويل في بلاك هيلز. فبعد احتلال شايان عام 1776، استولت قبائل لاكوتا على أراضي بلاك هيلز، والتي أصبحت شيئًا رئيسيًا في ثقافتهم. وفي عام 1868، وقعت الحكومة الأمريكية معاهدة فورت لارامي عام 1868، محررة بلاك هيلز من كل الاستيطان الأبيض للأبد. وبرغم ذلك، عندما اكتشف الأمريكيون الأوروبيون الذهب هناك عام 1874، نتيجة للرحلة التي قام بها جورج أرمسترونغ كاستر (George Armstrong Custer) لاستكشاف بلاك هيلز، اجتاح عمال المناجم السابقين المنطقة في حمى البحث عن الذهب. وقامت الحكومة الأمريكية بإعادة نقل قبائل لاكوتا، ضد رغباتهم، إلى أراضٍ أخرى في غرب ولاية داكوتا الجنوبية. وعلى عكس معظم مناطق ولاية داكوتا الجنوبية، استقر الأمريكيون الأوروبيون في بلاك هيلز في المقام الأول من المراكز السكانية في غرب وجنوب المنطقة، حيث توافد عمال المناجم إلى هناك من المواقع الأولى التي ازدهر فيها الذهب في ولايتي كولورادو ومونتانا.
وبعد أن تحول اقتصاد بلاك هيلز من الموارد الطبيعية (التعدين والأخشاب)، نمى مجال السياحة والضيافة ليحل محلها. ويميل السكان المحليون إلى تقسيم بلاك هيلز إلى منطقتين: «هيلز الجنوبية» و«هيلز الشمالية». فتعد منطقة هيلز الجنوبية موطن النصب التذكاري الوطني جبل راشمور وحديقة كهف الرياح الوطنية (Wind Cave National Park) والنصب التذكاري الوطني كهف الجوهرة (Jewel Cave National Monument) وقمة هارني (هي أعلى نقطة شرق جبال روكي) والحديقة الحكومية كستر (هي أكبر حديقة حكومية في ولاية داكوتا الجنوبية وواحدة من أكبر الحدائق في الولايات المتحدة) والنصب التذكاري كريزي هورس (هو أكبر نحت في العالم) وموقع ماموث في هوت سبرينغز، وهو أكبر مركز أبحاث عن حيوان الماموث. وتشمل معالم الجذب السياحي في هيلز الشمالية مدينة ديدوود التاريخية وسباق الدراجات النارية ستورجيس، الذي يقام في شهر أغسطس من كل عام. وقد أقيم أول سباق في 14 أغسطس عام 1938 وشهد السباق الخامس والستين الذي أقيم عام 2005 زيارة عدداً فاق ال 550 ألف من راكبي الدراجات النارية لبلاك هيلز. وتعد هذة الرياضة جزءًا رئيسيًا من الاقتصاد الإقليمي. وينجذب أيضًا راكبي الدراجات النارية لبلاك هيلز ببساطة بسبب مشاهدها المذهلة التي تمتد لعدة أميال. وعلى الرغم من عدم وقوعها في داكوتا الجنوبية، يعد النصب التذكاري الوطني ديفلز تاور الذي يقع في بلاك هيلز في ولاية وايومينغ معلمًا مهمًا من معالم الجذب القريبة. ويعد ديفلز تاور أول نصب تذكاري وطني في البلاد.

## وصلات خارجية
- بلاك هيلز على مشروع الدليل المفتوح
- An article about the land the people of Black Hills